# Donja Dubnica (Podujevo)
Pour les articles homonymes, voir Donja Dubnica.
Dumnicë e Poshtme en albanais et Donja Dubnica en serbe latin (en serbe cyrillique : Доња Дубница) est une localité du Kosovo située dans la commune/municipalité de Podujevë/Podujevo, district de Pristina (Kosovo) ou district de Kosovo (Serbie). Selon le recensement kosovar de 2011, elle compte 2 975 habitants.

## Démographie

### Évolution historique de la population dans la localité
| 1948  | 1953  | 1961  | 1971  | 1981  | 1991  | 2011  |
| ----- | ----- | ----- | ----- | ----- | ----- | ----- |
| 1 737 | 1 812 | 1 886 | 2 174 | 2 624 | 2 951 | 2 975 |

|  |

### Répartition de la population par nationalités (2011)
En 2011, les Albanais représentaient 99,90 % de la population.